# Love Bites (canción de Nelly Furtado, Tove Lo y SG Lewis)
«Love Bites» es una canción de la cantautora canadiense Nelly Furtado perteneciente a su séptimo álbum de estudio, 7. La canción es una colaboración con la cantautora sueca Tove Lo y el productor discográfico británico SG Lewis. Fue lanzada el 22 de mayo de 2024, a través de Nelstar Entertainment y 21 Entertainment Group, como sencillo principal del álbum. Fue escrita por Furtado, Tove Lo y SG Lewis, y producida por Lewis. El trío lanzó un remix del DJ neerlandés Don Diablo el 28 de junio de 2024.
Un vídeo visualizador oficial, dirigido por Gemma Warren, acompañó al single y en él aparecen Furtado, Lo y Lewis en una habitación roja, en una habitación negra y en un coche rojo.

## Antecedentes y composición
Tras un paréntesis de cinco años actuando, Furtado actuó en el festival Beyond the Valley de Australia el 31 de diciembre de 2022. Allí conoció a SG Lewis, otro artista del festival, a quien invitó a cantar All Good Things (Come to an End) en directo con ella. Después del festival, Furtado se reunió en el estudio con Lewis y Tove Lo, y tenía esta canción que necesitaba un estribillo. Según Furtado, Lo les trajo el estribillo «y todas esas cosas pegadizas, porque ella es Tove Lo. Es muy especial y su voz me dejó boquiabierto en el estudio. Suena como un ángel de verdad», añade Furtado.
Desde el punto de vista musical, la canción se ha descrito como un «tema dance-pop coqueto y listo para el club» y como un «sensual himno dance» que canaliza la energía y la evasión de las pistas de baile y las sesiones de DJ en directo que despertaron la inspiración de Furtado. «Los DJ remezclaban mis canciones en conciertos, clubes y redes sociales, y me di cuenta de lo mucho que a la gente le gusta bailar y evadirse con mi música. Es el vicio más sano que se puede tener, y me encanta tener la oportunidad de escribir música que permita a la gente evadirse más que nada».
También es el primer lanzamiento de Tove Lo desde que el año pasado publicara el Extended Cut de su quinto álbum, Dirt Femme, en el que Lewis produjo dos canciones. «Realmente congeniamos. Me encanta escribir con él», dijo Lo sobre trabajar con Lewis antes del lanzamiento de Dirt Femme. Lo y Lewis también grabaron un EP en colaboración, Heat, que salió a la venta el 14 de junio de 2024, un mes después de Love Bites.
El trío de artistas había estado anunciando el lanzamiento de Love Bites durante varias semanas en las redes sociales, compartiendo fragmentos de la canción.

## Actuaciones en directo
Furtado interpretó Love Bites en el festival Mighty Hoopla 2024. El 16 de julio de 2024, interpretó el single en el concierto Isle of MTV en Malta.

## Versiones
Descarga digital y streaming
- Love Bites – 2:48

Vinilo de 7"
- Love Bites – 2:48
- Love Bites (instrumental) – 2:48

Don Diablo remix
- Love Bites (Don Diablo remix) – 3:41

## Posición en listas
| Listas (2024)                           | Posición más alta |
| --------------------------------------- | ----------------- |
| Alemania (GfK Entertainment)            | 66                |
| Canadá (CHR/Top 40)                     | 36                |
| Estados Unidos (Dance/Mix Show Airplay) | 2                 |
| Estados Unidos (Dance/Electronic Songs) | 21                |
| Reino Unido (Official Charts Company)   | 6                 |
| República Checa (Rádio – Top 100)       | 48                |